# Хронологија Народноослободилачке борбе октобар 1941.
Хронолошки преглед важнијих догађаја везаних за Народноослободилачку борбу народа Југославије, који су се десили током октобра месеца 1941. године:
| ← септембар · Хронологија Народноослободилачке борбе у 1941. години · новембар → 1 · 3 · 4 · 5 · 8 · 9 · 10 · 11 · 12 · 14 · 15 · 16 · 17 · 18 · 19 · 20 · 21 · 23 · 26 · 27 · 29 · 30 · 31 |

### 1. октобар
- Чачански партизански одред напао и заузео Чачак који су бранили — батаљон 749. пука немачке 717. пешадијске дивизије и вод жандарма. Немачка посада под заштитом авијације повукла се у правцу Краљева, али није успела да извуче једну комплетну батерију 75 mm, која је пала у руке партизанским јединицама. Поред тога заплењен је један авион на помоћном аеродрому.[1]

### 2. октобар
- У ослобођеном Ужицу организована сахрана седморо бораца Прве ужичке чете „Радоје Марић” Ужичког партизанског одреда, који су страдали 18. августа 1941. у борби против Немаца на Дрежничкој градини. Међу деветоро сахрањених, петоро су били борци Прве Ужичке чете — Исидор Барух, Витомир Пантовић, Милош Алексић, Тома Биљановић, Раде Стефановић, Сава Пантовић и Љубиша Веснић, Такође, тада су сахрањени и Милан Мијалковић, члан Покрајинског комитета КПЈ за Србију и Олга Ђуровић, курир ОК КПЈ за Ужице, који су погинули истог дана приликом доласка у Прву ужичку чету.[2]

### 3. октобар
- На Цетињу, наредбом Бенита Мусолинија, образован је Гувернаторат за Црну Гору. За гувернера је постављен армијски генерал Алесандро Пирцио Бироли. У питањима политичке и грађанске природе гувернер је био потчињен Министарству унутрашњих послова Краљевине Италије, а у војним питањима Врховној команди.[3]
- Код села Јасенка, близу Огулина, партизани Дрежничког партизанског одреда напали моторизовану колону италијанског 74. пука и нанели јој губитке од 36 мртвих војника и 3 уништена камиона.
- Између села Лисичине и села Кузме, код Подравске Слатине, партизанске групе разбиле и принудиле на повлачење преко 400 усташа које су кренуле да попале та села. Партизани су ослободили 14 талаца које су усташе водиле са собом.

### 4. октобар
- У Сегедину обешен Ерне Киш (1909—1941), члан Покрајинског комитета КПЈ за Војводину и секретар Обласног комитета КПЈ за западну Бачку и Барању. Био је ухапшен почетком августа и 10. септембра је био осуђен на смрт због организовања саботажа и диверзија против окупатора.[4]

### 5. октобар
- Четници Драже Михаиловића напали делове Ужичког партизанског одреда у Пожеги. После борбе, која је вођена целу претходну ноћ, четници заузели Пожегу. Истог дана Штаб Ужичког партизанског одреда, склопио са четничком командом у Пожеги споразум о неометаном пролазу кроз Пожегу, слободном раду на организовању партизана и четника, слободи обостране пропаганде у духу борбе против непријатеља и друго.
- У Новом Саду, на старој житној пијаци, у сукобу са агентима мађарске полиције члан Секретаријата Покрајинског комитета КПЈ за Војводину Радивој Ћирпанов (1909—1941), народни херој. Ћирпанов је упао у полицијску заседу, приликом одласка на састанак са Жарком Зрењанином и Тозом Марковићем, али је издајом Гордане Ивачковић постављена заседа. Током долажења на састанак, Зрењанин и Марковић су чули пуцњаву и претпоставивши да је у питању заседа почели су да беже и том приликом ушли у сукоб са једним кога су убили.[1][5]

### 8. октобар
- У Прилепу, Лазар Колишевски секретар Покрајинског комитета КПЈ за Македонију одржао састанак са секретаром Месног комитета КПЈ за Прилеп, на коме је утврђен план напада на бугарску полицијску станицу и затвор у Прилепу, а као дан напада је одређен 11. октобар. Истог дана Месни комитет КПЈ за Прилеп и Војни штаб су на заједничком састанку разрадили ову директиву и одредили групе и објекте за напад.[6]
- У Ивањици четници Боже Јаворског напали Моравичку чету Ужичког партизанског одреда, која није прихватила борбу и повукла се ка Ужицу. Четници су тада убили једног партизана, разоружали око 20-30 партизана и запленили око 200 пушака. Истог дана, четници Боже Јаворског су упали у Ариље, у коме се налазила само партизанска стража. Због договора Тита и Драже, о ненападању, Ужички одред није реаговао, али је након што се Дража Михаиловић одрекао самозваног војводе Боже Јаворског, 18. октобра поново заузео Ариље и Ивањицу.[1]

### 9. октобар
- У току ноћи 8/9. октобар Топлички партизански одред, уз помоћ једне чете Кукавичког партизанског одреда, извршио напад на Прокупље, које су Немци 11. септембра предали четницима Косте Пећанца. Нападом на град командовао је Ратко Павловић Ћићко, шпански добровољац и заменик команданта Топличког одреда. Услед великог изненађења, четници и жандарми њих око 100 су се већином предали без борбе, док је њих 10 страдало у борбама вођеним у Соколани. Партизани нису имали погинулих бораца, већ само једног лакше рањеног. Приликом ослобођења града, из затвора је ослобођено 28 затвореника, међу којима 8 заробљених партизана, спаљена је полицијска архива, као и архива среског начелства и заробљена већа количина наоружања и друге војне опреме. Ујутро 9. октобра партизани су напустили Прокупље.[1]

### 10. октобар
- У шуми Пролому, на Банији, у борби против усташа, погинуо члан Бироа Среског комитета КПХ за Глину Јосип Марјановић Јосо (1905—1941), народни херој.[5]

### 11. октобар
- У Прилепу, на основу директиве ПК КПЈ за Македонију, Прилепски партизански одред „Гоце Делчев” извршио напад на полицијску станицу, затвор, пошту и телефонска постројења. Овај напад Одред је извршио подељен у три групе. Прву групу, која је извршила напад на полицијску станицу предводили су Душко Наумовски и Аспарух Јосифовски. Другу групу, која је извршила на затвор предводио је Никола Поповски, али је она наишла на жесток отпор и морала се повући. Трећу групу, која је извршила напад на пошту и телефонска постројења, предводио је Мицета Димевски (овај дан славио се као Дан устанка народа Македоније).[6][7]

### 12. октобар
- На планини Пасјачи, отпочела тродневна офанзива око 3.000 четника Косте Пећанца на Топлички партизански одред и део Кукавичког партизанског одреда. Офанзива је покренута након партизанског напада на Прокупље, али се неуспешно завршила због расула четничких јединица које су сачињавали насилно мобилисани сељаци. Током тродневних борби, борци Топличког одреда су четнике разбили код села Јовиних Ливада, Пасјаче, Белог Камена, на Пасјачком вису и код села Кожинце, док су борци дела Кукавичког одреда четнике разбили код села Ђуровац, приликом њиховог покрета ка Кукавици. У овим борбама заробљено је више од 150 четника, који су потом били пуштени, а био је заплењен и знатан ратни материјал. У току офанзиве Коста Пећанац је свој Штаб сместио у Житном Потоку, из кога се повукао у ноћи 13/14. октобра, што је означило крај офанзиве.[1]
- У непосредној близини Куманова формиран Кумановски партизански одред. Он је подељен у две групе: Козјак и Карадаг. Групе су ноћу 12. октобра кренуле у одређене рејоне дејстава: прва на планину Козјак, а друга на Скопску Црну гору.
- У Бечеју месна скојевска група убила на улици мађарског жандармеријског иследника Шандора Медвеа.

### 14. октобар
- У Трогиру италијански војници стрељали члана Месни комитет СКОЈ-а за Сплит Мату Голема (1923—1941), народног хероја, и још 11 сплитских родољуба.
- Код села Белановаца, код Куманова бугарска полиција разбила групу „Карадаг“ Кумановског НОП одреда. У борби су, између осталих, погинули народни хероји: Борко Менков (1919—1941), командант групе, Перо Георгиев Чичо (1918—1941), политички комесар и Бајрам Шабани (1920—1941), борац те групе.[5][5][8]

| 1 3 4 5 8 9 10 11 12 14 15 16 17 18 19 20 21 23 26 27 29 30 31 |

### 15. октобар
- Дража Михаиловић, у својству команданта четничких одреда југословенске војске, образовао Команду четничких одреда за Црну Гору, а у Босну, Херцеговину, Лику, Горски котар и Кордун упутио групе официра да раде на формирању нових и учвршћењу постојећих четничких јединица ради борбе против НОП-а.
- У Сарајеву и другим местима Босне по налогу немачког окупатора, полиција и усташе похапсиле све преостале Јевреје (укључујући и оне који су већ били прешли на католичку веру) и отпочеле њихово пребацивање у логоре у Немачку.

### 16. октобар
- Ојачани Трећи батаљон 749. пука немачке 717. пешадијске дивизије из Крагујевца, после дводневних борби дуж комуникације Крагујевац-Горњи Милановац, по други пут продро у Горњи Милановац, скоро га потпуно уништио и спалио и похапсио око 130 талаца.
- У току ноћи 16/17. октобра плашећи се опкољавања и уништења јединице окупаторских гарнизона у Жабљаку и Шавнику су се повукле у Никшић. Сутрадан делови Дурмиторског НОП одреда ушли у Жабљак и Дурмитор и образовали команде места.
- У Карловцу усташка полиција успела да испред књижаре „Фогина“ изненади и ухапси Маријана Чавић, секретара Месног комитета КПХ за Карловац и члана Окружног комитета КПЈ за Карловац. Након хапшења, Чавић је био у карловачком затвору, а након самоповређивања је био пребачен у болницу. У намери да га ослободе, у Карловац је 17. новембра дошла група партизана, преобучених у домобранске униформе и извела акцију блокаде болнице, али је он дан пре тога био враћен у затвор.[9][10]

### 17. октобар
- У Тузли умро Махмут Бушатлија Буш (1915—1941), инструктор Покрајинског комитета КПЈ за Босну и Херцеговину, који је претходног дана био рањен у сукобу са усташама, код села Горња Тузла, приликом покушаја да се са шест комуниста пробије из Тузле на слободну територију ради ступања у Мајевички партизански одред. После рата је проглашен за народног хероја.[5]

### 18. октобар
- Код Јелина дуба, на путу Подгорица—Колашин, јединице Зетског НОП одреда јачине око 300 бораца из заседе напале и уништиле италијанску ауто-колону од 43 камиона, и том приликом убиле и раниле око 150 војника, а заробиле 64. Партизани су имали једног мртвог и једног рањеног борца.
- Код села Враћевшнице јединице Крагујевачког и Чачанског партизанског одреда напале Трећи батаљон 749. немачког пука који се из Горњег Милановца пробијао ка Крагујевцу, убиле 10 и раниле 20 немачких војника и заплениле два немачка тенка типа „Хочкис“, а један уништиле.
- Делови Ужичког НОП одреда напали четнике у Ариљу и после оштре борбе поново заузели ово место. Погинуло око 30 и заробљено око 150 четника. Истог дана партизани су ушли и у Ивањицу, из које су четници побегли у правцу Јавора.
- У Карловцу, у сукобу са усташким агентима погинуо члан ЦК КПЈ и ЦК КПХ Јосип Краш (1900—1941), народни херој. Краш је био једна од организатора устанка у Карловцу и околини, а откривен је издајом Михаила Мужевића, који је био ухапшен неколико дана раније.[11]

### 19. октобар
- У ослобођеном Ужицу изашао први број „Борбе“, органа КПЈ, за који је генерални секретар КПЈ Јосип Броз Тито написао уводник „Зашто излази Борба“, а члан Политбироа ЦК КПЈ Едвард Кардељ написао чланак под насловом „Народноослободилачки одбори морају постати истински привремени носиоци народне власти“. То је први запис о НО одборима и њиховим задацима.
- Одлуком ЦК КП Хрватске формиран Главни штаб НОП одреда за Хрватску.
- У Загребу, после страховитог мучења, усташе стрељале члана КПЈ и једног од организатора устанак у Славонском Броду Николу Бабића Мику (1917—1941), народног хероја.[5]

### 20. октобар
- У селу Велико Очијево, код Дрвара, од одметничке банде убијен члан ЦК КПЈ и једног од организатора устанка у Лици Марка Орешковића (1896—1941), народног хероја.[12]
- У Марибору немачка полиција стрељала члана ПК КП Словеније за Штрајерску Јожу Херманика (1901—1941), народног хероја.[5]

### 21. октобар
- У Крагујевцу Трећи батаљон 749. пука немачке 717. пешадијске дивизије извршили масовно стрељање у коме су побили око 2.800 људи од 16 до 60 година старости, као одмазду због претрпљених губитака у борбама против устаничких снага. Међу стрељанима су били и политички комесар Крагујевачког НОП одреда Светозар Драговић Тоза (1910—1941), члан КПЈ Нада Наумовић (1922—1941) и директор гимназије Милоје Павловић (1887—1941), народни хероји.[5][8][8]
- У селу Спонцу, код Лебана, од дела Кукавичког НОП одреда и новодошлих бораца формиран Јабланички НОП одред.

| 1 3 4 5 8 9 10 11 12 14 15 16 17 18 19 20 21 23 26 27 29 30 31 |

### 23. октобар
- Делови Романијског НОП одреда, са једним четничким батаљоном, после десетодневних борби заузели Рогатицу и истовремено спречили интервенцију једног домобранског пука из Сарајева. Усташко-домобранска посада се преко четничких положаја извукла према Устипрачи. У борбама је, поред осталих, погинуо командир Прве чете Романијског батаљона Романијског НОП одреда Миланко Витомир (1916—1941), народни херој.[8]

### 26. октобар
- У селу Брајићима, на иницијативу Врховног штаба НОП одреда Југославије, одржан састанак између врховног команданта НОП одреда Југославије Јосипа Броза Тита и команданта четничких одреда Драже Михаиловића у циљу постизања споразума о заједничкој борби против окупатора. Јосип Броз Тито је предложио споразум у 12 тачака. Дража Михаиловић је одбио најважније тачке тог предлога: заједничке операције и формирање заједничког оперативног штаба; стварање НО одбора; заједничка опрема и исхрана бораца; мобилизација. Једино је постигнут споразум о неким мање важним питањима и подели ратног плена. На бази тог споразума, Врховни штаб НОПОЈ-а је упутио четницима у Пожеги 5.000 kg жита, а Штабу четника на Равној гори испоручио 500 пушака и 24.000 пушчаних метака.

### 27. октобар
- У Пожеги четници Драже Михаиловића насилно скинули с воза Милана Благојевића (1905—1941), команданта Првог шумадијског партизанског одреда, шпанског борца и народног хероја, који се враћао са састанка из Врховног штаба, и после зверског мучења га убили.[5]

### 29. октобар
- Код села Шујице, близу Љубљане, у борби против италијанских војника, погинуо командир Моравчанске партизанске чете Јанез Бизјак (1911—1941), народни херој.[5]

### 30. октобар
- Делови Бирчанског и Озренског НОП одреда (око 400 бораца) после тешких дводневних борби разбили Први батаљон 8 домобранског пешадијског пука и заузели село Ступаре. Тиме је спојена слободна територија Бирчанског и Озренског НОП одреда, одсечен Кладањ од Тузле и уништен тузлански водовод. Рањен у тој борби, на путу за болницу подлегао је ранама Пејо Марковић (1920—1941), хусински рудар и народни херој.
- Делови Ваљевског и Ужичког НОП одреда спречили покушај делова 342. пешадијске дивизије да се из Ваљева пробију ка Косјерићу и Ужицу и одбацили их ка Ваљеву. При томе уништена 2 тенка и убијено око 300 немачких војника.

### 31. октобар
- Чачански и Краљевачки НОП одред, уз подршку тенковског вода, извршили ноћу снажан напад на Краљево. Тенкови су се пробили до центра града, али, оставши без подршке пешадије, морали су се повући на полазне положаје.

| 1 3 4 5 8 9 10 11 12 14 15 16 17 18 19 20 21 23 26 27 29 30 31 |